# Ipomoea balioclada
Ipomoea balioclada är en vindeväxtart som beskrevs av Ignatz Urban. Ipomoea balioclada ingår i släktet praktvindor, och familjen vindeväxter. Inga underarter finns listade i Catalogue of Life.